# Дулбу
Дулбу (Dulbu) — один из бантоидных языков, на котором говорит народ дулбу в деревне Дулбу к юго-востоку от города Баучи ОМУ Баучи штата Баучи в Нигерии. Многие перешли на язык хауса.